# Текамси (Онтарио)
Текамсе (енгл. Tecumseh) је градић у Канади у покрајини Онтарио. Према резултатима пописа 2011. у граду је живело 23.610 становника.

## Становништво
Према резултатима пописа становништва из 2011. у граду је живело 23.610 становника, што је за 2,5% мање у односу на попис из 2006. када је регистровано 24.224 житеља.
| 2006.  | 2011.  | 2016.  |
| ------ | ------ | ------ |
| 24.224 | 23.610 | 23.229 |